# Lípa velkolistá ve Starých Volšovech
Lípa velkolistá ve Starých Volšovech je památný strom ve vsi Staré Volšovy jižně od Sušice. Lípa velkolistá (Tilia platyphyllos Scop.) roste na okraji pastviny vpravo od místní cesty na vrch Stráž, je přibližně 330 let stará, výška je 17 m, šířka koruny je 12 m, obvod kmene 440 cm (měření 2012). Strom je chráněn od 18. ledna 2005, je významný svým vzrůstem.

## Památné stromy v okolí
- Lípa velkolistá "u Bajčiů" ve Starých Volšovech
- Lípa v Nuzerově
- Lípa v Nuzerově II
- Platořská lípa
- Platořský buk
- Skupina stromů u kostela
- Volšovská lípa